# Kalinka
Kalinka (rus. Калинка) je popularna ruska pjesma. 
Toliko se udomaćila, da se smatra ruskom narodnom pjesmom. Kalinka je također i ljubavna pjesma.Govori o zaljubljenom mladiću koji ukrašava djevojku koja mu se sviđa voćkama iz vrta .Kalinku je 1860. komponirao ruski skladatelj Ivan Petrovič Larionov, a prvi put je izvedena u Saratovu kao dio kazališne predstave, za koju je i nastala. Kasnije je pjesma postala dio repertoara zbora Dmitrija Aleksandroviča Agrenjeva-Slavajskog, s kojim je Larionov bio u prijateljskim odnosima.

## Tekst
| Калинка, калинка, калинка моя! В саду ягода малинка, малинка моя! Ах, под сосною, под зеленою, Спать положите вы меня! Ай-люли, люли, ай-люли, Спать положите вы меня. Калинка, калинка, калинка моя! В саду ягода малинка, малинка моя! Ах, сосенушка ты зеленая, Не шуми же надо мной! Ай-люли, люли, ай-люли, Не шуми же надо мной! Калинка, калинка, калинка моя! В саду ягода малинка, малинка моя! Ах, красавица, душа-девица, Полюби же ты меня! Ай-люли, люли, ай-люли, Полюби же ты меня! Калинка, калинка, калинка моя! В саду ягода малинка, малинка моя! | Ribizlice, ribizlice, ribizlice moja! U vrtu jagoda, malinice, malinice moja! Ah, pod bor, zeleni bor Položite me da spavam! Aj-ljulji, ljulji, aj-ljulji, Položite me da spavam. Ribizlice, ribizlice, ribizlice moja! U vrtu jagoda, malinice, malinice moja! Ah, boriću zeleni, Ne šumi nada mnom! Aj-ljulji, ljulji, aj-ljulji, Ne šumi nada mnom! Ribizlice, ribizlice, ribizlice moja! U vrtu jagoda, malinice, malinice moja! Ah, ljepotice djevojko, Zaljubi se u mene! Aj-ljulji, ljulji, aj-ljulji, Zaljubi se u mene! Ribizlice, ribizlice, ribizlice moja! U vrtu jagoda, malinice, malinice moja! |